# Ministère de l'Éducation nationale (Niger)
Le ministère de l'éducation nationale du Niger est le ministère chargé de l'éducation au Niger.  

## Description

### Siège
Le ministère de l'éducation nationale du Niger a son siège à Niamey.

### Attributions
Ce département ministériel du gouvernement nigérien est chargé de la conception, de la mise en œuvre et du suivi de la politique de l’État en matière de l'éducation du Niger. Le système éducatif nigérien a connu plusieurs réformes.

### Ministres
Le ministre de l'éducation nationale du Niger est Ibrahim Natatou.
De 2010 à 2012, la ministre de l'éducation nationale du Niger est Fadjimata Sidibé.